# The Seoul Awards
The Seoul Awards (hangeul : 더 서울어워즈) sont des récompenses de cinéma et de télévision créées en 2017 et remises annuellement à Séoul en Corée du Sud.
La cérémonie d'ouverture a lieu dans la soirée du 27 octobre 2017 au Grand Palace de l’université Kyung Hee, organisée par Jun Hyun-moo et Kim Ah-joong,.

## Récompenses et nominations
Les lauréats ont été sélectionnés suivant des résultats, 70 % d'entre eux étant déterminés par des juges experts et 30 % déterminés par un groupe de soixante citoyens choisis après un long biais d'entretiens,. Un vote a lieu du 1er octobre au 12 octobre 2017,.

### Cinéma

#### Grand prix
- Anarchist from Colony (박열) de Lee Joon-ik
  - A Taxi Driver (택시운전사) de Jang Hoon
  - Battleship Island (군함도) de Ryoo Seung-wan
  - The King (더 킹) de Han Jae-rim
  - Sans pitié (불한당: 나쁜 놈들의 세상) de Byun Sung-hyun

#### Meilleur acteur
- Song Kang-ho - A Taxi Driver (박열)
  - Hwang Jeong-min - Battleship Island (군함도)
  - Jeong Woo-seong - The King (더 킹)
  - Seol Kyeong-gu - Sans pitié (불한당: 나쁜 놈들의 세상)

#### Meilleure actrice
- Na Moon-hee - I Can Speak (아이 캔 스피크)
  - Kim Ok-bin - The Villainess (악녀)
  - Kim Yoon-jin - House of the Disappeared (시간위의 집)
  - Moon So-ri - The Running Actress (?)

#### Meilleur acteur dans un second rôle
- Kim Joo-hyeok - Confidential Assignment (공조)
  - Bae Seong-woo - The King (더 킹)
  - Kim Dae-myung - Bluebeard (해빙)
  - Park Hyuk-kwon - The Mimic (장산범)

#### Meilleure actrice dans un second rôle
- Lee Jeong-hyeon - Battleship Island (군함도)
  - Jeon Hye-jin - Sans pitié (불한당: 나쁜 놈들의 세상)
  - Kim So-jin - New Trial (재심)
  - Kim Seo-hyung - The Villainess (악녀)

#### Meilleur acteur révélé
- Ryu Jun-yeol - The King (더 킹)
  - Kim Joon-han - Anarchist from Colony (박열)
  - Lee Won-keun - Misbehavior (여교사)
  - Park Seo-joon - Midnight Runners (청년경찰)

#### Meilleure actrice révélée
- Choi Hee-seo - Anarchist from Colony (박열)
  - Im Yoon-ah - Confidential Assignment (공조)
  - Kim Seol-hyun - Memoir of a Murderer (살인자의 기억법)
  - Lee Sang-hee - I Can Speak (아이 캔 스피크)

#### Prix spécial d’interprétation
- Kim Su-an - Battleship Island (군함도)

### Drama

#### Grand prix
- Stranger (비밀의 숲)
  - Defendant (피고인)
  - Fight for My Way (쌈 마이웨이)
  - Rebel: Thief Who Stole the People (역적: 백성을 훔친 도적)
  - Woman of Dignity (품위있는 그녀)

#### Meilleur acteur
- Ji Sung – Defendant (피고인)
  - Cho Seung-woo – Stranger (비밀의 숲)
  - Namkoong Min – Good Manager (김과장)
  - Yoon Kyun-sang – Rebel: Thief Who Stole the People (역적: 백성을 훔친 도적)

#### Meilleure actrice
- Park Bo-young – Strong Girl Bong-soon (힘쎈여자 도봉순)
  - Kim Ah-joong – Live Up to Your Name (명불허전)
  - Kim Hee-sun – Woman of Dignity (품위있는 그녀)
  - Lee Bo-young – Whisper (귓속말)

#### Meilleur acteur dans un second rôle
- Jung Sang-hoon – Woman of Dignity (품위있는 그녀)
  - Ahn Jae-hong – Fight for My Way (쌈 마이웨이)
  - Go Kyung-pyo – Chicago Typewriter (시카고 타자기)
  - Kim Ji-seok – Rebel: Thief Who Stole the People (역적: 백성을 훔친 도적)

#### Meilleure actrice dans un second rôle
- Lee Ha-nui – Rebel: Thief Who Stole the People (역적: 백성을 훔친 도적)
  - Jung So-min – Father is Strange (아버지가 이상해)
  - Seo Jeong-yeon – Defendant (피고인), Woman of Dignity (품위있는 그녀)
  - Song Ha-yoon – Fight for My Way (쌈 마이웨이)

#### Meilleur acteur révélé
- Kim Min-seok – Defendant (피고인)
  - Kim Jung-hyun – School 2017 (학교 2017)
  - Kim Min-jae – Hit the Top (최고의 한방)
  - Yang Se-jong – Saimdang, Light's Diary (사임당, 빛의 일기)

#### Meilleure actrice révélée
- Yoon So-hee – The Emperor: Owner of the Mask (군주-가면의 주인)
  - Gong Seung-yeon – Introverted Boss (내성적인 보스)
  - Kim Se-jeong – School 2017 (학교 2017)
  - Shin Hye-sun – Stranger (비밀의 숲)

### Prix de la popularité

#### Acteur
- Park Hyung-sik
- Yim Si-wan

#### Actrice
- Im Yoon-ah
- Kim Se-jeong

### Performance spéciale
- Wanna One : It's Me (Pick Me)